# Machadoessa inops
Machadoessa inops – gatunek kosarza z podrzędu Laniatores i rodziny Assamiidae. Jedyny znany przedstawiciel monotypowego rodzaju Machadoessa.

## Występowanie
Gatunek występuje w Angoli.